# J.L. Tvede
Jens Levin Tvede (7. april 1830 i København – 11. marts 1891 i Helsingør) var en dansk industridrivende og politiker, bror til Hans Jørgen Tvede.
Han var født 7. april 1830 i København, hvor hans fader Jørgen Martin Hans Tvede havde et lille brænderi; moderen var Cathrine Elene Dorthea f. Drewes. Efter endt skolegang kom han på Den Polytekniske Læreanstalts værksteder; men her blev han ikke længe. Faderen, der i 1842 var flyttet til Helsingør, døde 1849, og Tvede måtte nu forlade København for at overtage driften af det lille helsingørske brænderi, der lå i Sudergade. Først drev han det for moderen, men fra 1854 for sig selv, og da det brændte 1864, opførte han på en nyerhvervet grund i Stjernegade et moderne indrettet dampbrænderi, som han oparbejdede til en stor forretning; senere udvidede han det med et hvidtølsbryggeri (1877) og en gærfabrik (1887). Tvede søgte i det hele at skabe virksomhed i Helsingør, der havde lidt meget ved Øresundstoldens afløsning (1857), og hans bestræbelser mødtes med anerkendende tillid. Allerede 1857 valgtes han ind i byrådet, en plads han bevarede til sin død. Han var også virksom ved dannelsen af Hellebæk Klædefabrik (1873), Helsingørs Jærnskibs- og Maskinbyggeri (1881) og Helsingørs Telefonselskab (1883); i det første og sidste af disse aktieselskaber var han formand. Som udpræget Højremand var han med at stifte en konservativ forening i Helsingør 1885 og blev dens formand. Herved droges han ind i den aktive politik; ved et suppleringsvalg i Roskilde 1886 blev han Landstingsmand, hvad der hilstes med jubel i Helsingør. De mange offentlige hverv bevirkede, at han i 1889 omdannede sin private virksomhed til et aktieselskab (Helsingør Spritfabrik), som en søn, Charles Tvede, blev direktør for. Året efter blev han syg og 11. marts 1891 døde han.
På den tid stod han som formand i Foreningen af Spritfabrikanter i Danmark. Når han som oftest kaldtes kaptajn, skyldtes dette hans stilling i det borgerlige artilleri. 14. maj 1859 havde han ægtet Emilie Christiane Henriette Sophie Bjerg (f. 25. Juli 1833), datter af kancelliråd, hospitalsforstander Fritz Andreas B. og Sophie f. Gedde.